# Федотов, Фёдор Сергеевич
Фёдор Сергеевич Федотов (17.02.1907 — ?) — офицер ГК НИИ ВВС (Государственный лётно-испытательный центр Министерства обороны), инженер-полковник, лауреат Сталинской премии.
Родился 17.02.1907 в Одессе.
С июля 1931 года на военной службе как курсант Харьковского высшего военного авиационного училища лётчиков.
Служил в ГК НИИ ВВС (Государственный лётно-испытательный центр Министерства обороны), инженер-полковник. В 1947 г. переведён на 71-й полигон ВВС.
Приказом главнокомандующего ВВС от 17 мая 1951 года включен в состав государственной комиссии для проведения наземных и лётных испытаний двух самолетов Ту-4, переоборудованных ОКБ-156 МАП в самолеты — носители ядерных боеприпасов. По результатам испытаний было выдано заключение о готовности самолетов к подвеске, транспортированию и прицельному бомбометанию изделий типа 501-М.
Дата окончания службы: 24.11.1958.
Сталинская премия по Постановлению СМ СССР № 3044-1304сс от 31 декабря 1953 года — за разработку специального самолётного оборудования для сбрасывания и летных испытаний изделий и участие в испытаниях изделий РДС-2, РДС-3, РДС-4, РДС-5 и РДС-6с.
Награждён двумя орденами Ленина (за выслугу лет — 08.12.1951, 30.12.1956), орденом Красного Знамени (за выслугу лет −19.11.1951), орденом Красной Звезды (05.11.1946), медалями «За боевые заслуги» (03.11.1944), «За победу над Германией в Великой Отечественной войне 1941—1945 гг.» (09.05.1945).